# آنتونیو رستلی
آنتونیو رستلی (ایتالیایی: Antonio Restelli؛ ژوئن ۱۸۷۷ – مارس ۱۹۴۵) دوچرخه‌سوار اهل پادشاهی ایتالیا بود.